# No Mediocre
No Mediocre (englisch für kein Mittelmaß) ist ein Lied des US-amerikanischen Rappers T.I., das er zusammen mit der australischen Rapperin Iggy Azalea aufnahm. Der Song ist die zweite Singleauskopplung seines neunten Studioalbums Paperwork und wurde am 16. Juni 2014 veröffentlicht.

## Inhalt
| Liedteil   | Künstler    |
| Refrain    | T.I.        |
| 1. Strophe | T.I.        |
| 2. Strophe | Iggy Azalea |
| 3. Strophe | T.I.        |

In No Mediocre rappt T.I. aus der Perspektive des lyrischen Ichs, dass er sich nie mit Mittelmäßigkeit zufrieden gebe, sondern immer das Beste wolle. Dabei soll man auch das Maximum aus sich selbst machen. T.I.s Strophen handeln davon, dass er sich nur die besten und schönsten Frauen aussucht, die etwas aus sich machen und auf ihr Aussehen achten. Er rappt über Sex mit verschiedenen Frauen, die er mit seinem Geld beeindrucke, wobei er immer auf der Suche nach einer noch besseren sei. Auch Iggy Azalea rappt über Reichtum und Geld sowie über Sex mit Männern, die immer mehr von ihr wollen.

“All I fuck bad bitches, I don’t want no mediocre ho

Don’t want no mediocre, I don’t want no mediocre, no!

Bad bitches only, ain’t no mediocre ho

Don’t want no mediocre, I won’t hit no mediocre, yeah”

## Produktion
Der Song wurde von den Musikproduzenten DJ Mustard und Mike Free produziert. Beide fungierten neben T.I. und Iggy Azalea auch als Autoren.

## Musikvideo
Bei dem zu No Mediocre in Rio de Janeiro, Brasilien Ende Mai 2014 gedrehten Musikvideo führte Director X Regie. Es feierte am 18. Juni 2014 Premiere und verzeichnet auf YouTube über 375 Millionen Aufrufe (Stand Juli 2023). Im Video läuft T.I. durch die Tavares Bastos Favela und flirtet dabei mit verschiedenen Frauen. Anschließend findet ein Fußballspiel zwischen Männern und Frauen in der Favela statt. Iggy Azalea läuft ebenfalls durch die Straßen und ist zusammen mit T.I. abends auf einer Outdoor-Party, während sie ihre Strophe rappt. Danach sieht man den Rapper mit einigen leicht-bekleideten Frauen, die er anfangs auf der Straße traf, in einem Haus. Zwischendurch tanzt T.I. neben einem Model (Montana Manning) vor einem rosa Hintergrund.

## Single

### Covergestaltung
Das Singlecover zeigt fünf Frauen im Bikini von hinten. Der weiß-gelbe Schriftzug TI No Mediocre steht oben im Bild auf türkisem Hintergrund, während sich der Schriftzug Featuring Iggy Azalea in den gleichen Farben am unteren Bildrand befindet.

### Chartplatzierungen
No Mediocre erreichte Platz 33 in den US-amerikanischen Singlecharts und konnte sich 20 Wochen in den Top 100 halten. Im Vereinigten Königreich belegte der Song Rang 49. Weitere Chartplatzierungen gelangen unter anderem in Neuseeland, Frankreich und Australien. Dagegen verpasste es in Deutschland die Top 100.
| ChartsChartplatzierungen       | Höchstplatzierung | Wochen |
| ------------------------------ | ----------------- | ------ |
| Vereinigtes Königreich (OCC)   | 49 (2 Wo.)        | 2      |
| Vereinigte Staaten (Billboard) | 33 (20 Wo.)       | 20     |
| Australien (ARIA)              | 36 (6 Wo.)        | 6      |
| Neuseeland (RMNZ)              | 34 (2 Wo.)        | 2      |

| ChartsJahrescharts (2014)      | Platzierung |
| ------------------------------ | ----------- |
| Vereinigte Staaten (Billboard) | 87          |

### Auszeichnungen für Musikverkäufe
No Mediocre erhielt im Jahr 2015 in den Vereinigten Staaten für mehr als eine Million verkaufte Einheiten eine Platin-Schallplatte.

| Land/Region               | Auszeichnungen für Musikverkäufe (Land/Region, Auszeichnung, Verkäufe) | Verkäufe  |
| ------------------------- | ---------------------------------------------------------------------- | --------- |
| Australien (ARIA)         | Gold                                                                   | 35.000    |
| Kanada (MC)               | Gold                                                                   | 40.000    |
| Neuseeland (RMNZ)         | Gold                                                                   | 7.500     |
| Vereinigte Staaten (RIAA) | Platin                                                                 | 1.000.000 |
| Insgesamt                 | 3× Gold · 1× Platin ·                                                  | 1.082.500 |

Hauptartikel: Iggy Azalea/Auszeichnungen für Musikverkäufe